# Liste de cratères d'impact sur Terre

Carte des cratères d'impact sur Terre d'après Earth Impact Database.

Cet article est une liste de cratères d'impact sur Terre,

## Liste des principaux cratères terrestres par taille
| Nom                         | Lieu                                          | Diamètre (km) | Âge (millions d'années) | Coordonnées                     |
| --------------------------- | --------------------------------------------- | ------------- | ----------------------- | ------------------------------- |
| Vredefort                   | Afrique du Sud                                | 300           | 2 023                   | 27° 00′ S, 27° 30′ E            |
| Sudbury                     | Ontario, Canada                               | 250           | 1 850                   | 46° 36′ N, 81° 11′ O            |
| Bedout                      | au large de la côte nord-ouest de l'Australie | 200           | 250                     | 18° S, 119° E                   |
| Chicxulub                   | Yucatán, Mexique                              | 170           | 66                      | 21° 20′ N, 89° 30′ O            |
| Popigaï                     | Sibérie, Russie                               | 100           | 35,7                    | 71° 39′ N, 111° 11′ E           |
| Manicouagan                 | Québec, Canada                                | 100           | 214                     | 51° 23′ N, 68° 42′ O            |
| Maniitsoq                   | Groenland                                     | 100           | 3 000                   | 65° 20′ N, 51° 33′ O            |
| Acraman                     | Australie-Méridionale, Australie              | 90            | 590                     | 32° 01′ S, 135° 27′ E           |
| Baie de Chesapeake          | Virginie, États-Unis                          | 90            | 35,5                    | 37° 17′ N, 76° 01′ O            |
| Poutchej-Katounki           | Nijni Novgorod, Russie                        | 80            | 167                     | 56° 58′ N, 43° 43′ E            |
| Morokweng                   | Morokweng, Afrique du Sud                     | 70            | 145                     | 26° 28′ S, 23° 32′ E            |
| Yarrabubba                  | Australie-Occidentale                         | 50            | 2 229                   | 27° 10′ S, 118° 50′ E           |
| Tookoonooka                 | Queensland, Australie                         | 66            | 128                     | 27° 07′ S, 142° 50′ E           |
| Kara                        | Russie                                        | 65            | 70                      | 69° 06′ N, 64° 09′ E            |
| Beaverhead                  | Montana, États-Unis                           | 60            | 600                     | 44° 36′ N, 113° 00′ O           |
| Charlevoix                  | Québec, Canada                                | 54            | 342                     | 47° 32′ N, 70° 18′ O            |
| Siljan                      | Dalécarlie, Suède                             | 52            | 361                     | 61° 02′ N, 14° 52′ E            |
| Kara-Kul                    | Pamir, Tadjikistan                            | 52            | 5                       | 39° 01′ N, 73° 27′ E            |
| Montagnais                  | Nouvelle-Écosse, Canada                       | 45            | 50                      | 42° 53′ N, 64° 13′ O            |
| Araguainha                  | Brésil central                                | 40            | 244                     | 16° 47′ S, 52° 59′ O            |
| Woodleigh                   | Australie occidentale, Australie              | 40            | 364                     | 26° 03′ S, 114° 39′ E           |
| Mjølnir                     | Mer de Barents, Norvège                       | 40            | 142                     | 73° 48′ N, 29° 40′ E            |
| Saint-Martin                | Manitoba, Canada                              | 40            | 220                     | 51° 47′ N, 98° 32′ O            |
| Carswell                    | Saskatchewan, Canada                          | 39            | 115                     | 58° 27′ N, 109° 30′ O           |
| Manson                      | Iowa, États-Unis                              | 35            | 73,8                    | 42° 35′ N, 94° 33′ O            |
| Îles Slate                  | Ontario, Canada                               | 30            | 450                     | 48° 40′ N, 87° 00′ O            |
| Shoemaker (ex Teague)       | Australie occidentale, Australie              | 30            | 1 630                   | 25° 52′ S, 120° 53′ E           |
| Keurusselkä                 | Keuruu / Mänttä, Finlande                     | 30            | 1 800                   | 62° 08′ N, 24° 36′ E            |
| Mistastin                   | Labrador, Canada                              | 28            | 28                      | 55° 53′ N, 63° 18′ O            |
| l'Eau Claire Est            | Québec, Canada                                | 26            | 290                     | 56° 05′ N, 74° 07′ O            |
| Nördlingen-Ries             | Allemagne                                     | 25            | 14,8                    | 48° 51′ 00″ N, 10° 30′ 00″ E    |
| Rochechouart-Chassenon      | France                                        | 21            | 214                     | 45° 49,45′ N, 0° 46,9′ E        |
| Pantasma                    | Nicaragua                                     | 14            | 0,815 ± 0,011           | 13° 22′ 00″ N, 85° 57′ 00″ O    |
| Gweni-Fada                  | Tchad                                         | 14            | < 345                   | 17° 25′ N, 21° 45′ E            |
| Aorounga                    | Tchad                                         | 12,6          | < 345                   | 19° 06′ N, 19° 15′ E            |
| Stac Fada Member (en)       | Écosse                                        | 10            | ~ 1 200                 | 58° 05′ N, 5° 35′ O             |
| Cratère Beyenchime-Salaatin | Russie                                        | 8             | 20 ± 40                 | 71° 02′ 03″ N, 121° 24′ 39″ O   |
| Wanapitei                   | Ontario                                       | 7,5           | 37,2 ± 1,2              | 46° 45′ N, 80° 45′ O            |
| Socapampa                   | Bolivie                                       | 6,5           | ?                       | 19° 06′ S, 65° 43′ O            |
| Steinheim                   | Allemagne                                     | 3,8           | 15                      | 48° 41′ N, 10° 04′ E            |
| Gatun                       | Panama                                        | 2,7           | 20                      | 9° 05′ 58,1″ N, 79° 47′ 21,8″ O |
| Lonar                       | Lonar, District de Buldana, Inde              | 1,83          | 0,052                   | 19° 58′ N, 76° 31′ E            |
| Meteor Crater               | Arizona, États-Unis                           | 1,2           | 0,049                   | 35° 02′ N, 111° 01′ O           |
| Cabrerolles                 | Hérault, France                               | 0,2           | < 0,01                  | 43° 32′ 10″ N, 3° 07′ 49″ E     |

## Par zones géographiques

### Afrique
| Nom        | Lieu                                   | Diamètre (km) | Âge (millions d'années) | Coordonnées          |
| ---------- | -------------------------------------- | ------------- | ----------------------- | -------------------- |
| Amguid     | Algérie                                | 0,45          | < 0,1                   | 26° 05′ N, 4° 23′ E  |
| Aorounga   | Tchad                                  | 12,6          | < 345                   | 19° 06′ N, 19° 15′ E |
| Aouelloul  | Mauritanie                             | 0,39          | 3,0 ± 0,3               | 20° 15′ N, 12° 41′ O |
| Arkenu 1   | Libye                                  | 6,8           | < 140                   | 22° 04′ N, 23° 45′ E |
| Arkenu 2   | Libye                                  | 10            | < 140                   | 22° 04′ N, 23° 45′ E |
| B.P.       | Libye                                  | 2             | < 120                   | 25° 19′ N, 24° 20′ E |
| Bosumtwi   | Ghana                                  | 10,5          | 1,07                    | 6° 30′ N, 1° 25′ O   |
| Gweni-Fada | Tchad                                  | 14            | < 345                   | 17° 25′ N, 21° 45′ E |
| Kalkkop    | Afrique du Sud                         | 0,64          | < 1,8                   | 32° 43′ S, 24° 34′ E |
| Kgagodi    | Botswana                               | 3,5           | < 180                   | 22° 29′ S, 27° 35′ E |
| Morokweng  | Morokweng, Afrique du Sud              | 70            | 145,0 ± 0,8             | 26° 28′ S, 23° 32′ E |
| Nadir      | Océan Atlantique au large de la Guinée | 8,5           | 66                      | 9° 23′ N, 17° 04′ O  |
| Oasis      | Libye                                  | 18            | < 120                   | 24° 35′ N, 24° 24′ E |
| Ouarkziz   | Algérie                                | 3,5           | < 70                    | 29° 00′ N, 7° 33′ O  |
| Roter Kamm | Namibie                                | 2,5           | 3,7 ± 0,3               | 27° 46′ S, 16° 18′ E |
| Talemzane  | Algérie                                | 1,75          | < 3                     | 33° 19′ N, 4° 02′ E  |
| Tenoumer   | Mauritanie                             | 1,9           | 0,021 4 ± 0,009 7       | 22° 55′ N, 10° 24′ O |
| Tin Bider  | Algérie                                | 6             | < 70                    | 27° 36′ N, 5° 07′ E  |
| Tswaing    | Afrique du Sud                         | 1,13          | 0,220 ± 0,052           | 25° 24′ S, 28° 05′ E |
| Vredefort  | Afrique du Sud                         | 300           | 2 023 ± 4               | 27° 00′ S, 27° 30′ E |

### Antarctique
| Nom             | Lieu                         | Diamètre (km) | Âge (millions d'années) | Coordonnées           |
| --------------- | ---------------------------- | ------------- | ----------------------- | --------------------- |
| Terre de Wilkes | Terre de Wilkes, Antarctique | 485           | 250                     | 69° 40′ S, 157° 28′ E |

### Amérique du Nord

#### Canada
| Nom                | Lieu                      | Diamètre (km) | Âge (millions d'années) | Coordonnées                  |
| ------------------ | ------------------------- | ------------- | ----------------------- | ---------------------------- |
| Brent              | Ontario                   | 3,8           | 396 ± 20                | 46° 05′ N, 78° 29′ O         |
| Carswell           | Saskatchewan              | 39            | 115 ± 10                | 58° 27′ N, 109° 30′ O        |
| Charlevoix         | Québec                    | 54            | 342 ± 15                | 47° 32′ N, 70° 18′ O         |
| Couture            | Québec                    | 8             | 430 ± 25                | 60° 08′ N, 75° 20′ O         |
| Deep Bay           | Saskatchewan              | 13            | 99 ± 4                  | 56° 24′ N, 102° 59′ O        |
| Eagle Butte        | Alberta                   | 10            | < 65                    | 49° 42′ N, 110° 30′ O        |
| Elbow              | Saskatchewan              | 8             | 395 ± 25                | 50° 59′ N, 106° 43′ O        |
| Gow                | Saskatchewan              | 5             | < 250                   | 56° 27′ N, 104° 29′ O        |
| Haughton           | Île Devon, Nunavut        | 24            | 23 ± 1                  | 75° 22′ N, 89° 41′ O         |
| Holleford          | Ontario                   | 2,35          | 550 ± 100               | 44° 28′ N, 76° 38′ O         |
| Île Rouleau        | Québec                    | 4             | < 300                   | 50° 41′ N, 73° 53′ O         |
| La Moinerie        | Québec                    | 8             | 400 ± 50                | 57° 26′ N, 66° 37′ O         |
| l'Eau Claire Est   | Québec                    | 26            | 290 ± 20                | 56° 05′ N, 74° 07′ O         |
| l'Eau Claire Ouest | Québec                    | 36            | 290 ± 20                | 56° 13′ N, 74° 30′ O         |
| Manicouagan        | Québec                    | 100           | 214 ± 1                 | 51° 23′ N, 68° 42′ O         |
| Maple Creek        | Saskatchewan              | 6             | < 75                    | 49° 48′ N, 109° 06′ O        |
| Mistastin          | Labrador                  | 28            | 36,4 ± 4                | 55° 53′ N, 63° 18′ O         |
| Montagnais         | Nouvelle-Écosse           | 45            | 50,50 ± 0,76            | 42° 53′ N, 64° 13′ O         |
| Nicholson          | Territoires du Nord-Ouest | 12,5          | < 400                   | 62° 40′ N, 102° 41′ O        |
| Pingualuit         | Québec                    | 3,44          | 1,4 ± 0,1               | 61° 16′ 39″ N, 73° 39′ 49″ O |
| Pilot              | Territoires du Nord-Ouest | 6             | 445 ± 2                 | 60° 17′ N, 111° 01′ O        |
| Presqu'île         | Québec                    | 24            | < 500                   | 49° 43′ N, 74° 48′ O         |
| Saint-Martin       | Manitoba                  | 40            | 220 ± 32                | 51° 47′ N, 98° 32′ O         |
| Slate Islands      | Ontario                   | 30            | ~ 450                   | 48° 40′ N, 87° 00′ O         |
| Steen River        | Alberta                   | 25            | 91 ± 7                  | 59° 30′ N, 117° 38′ O        |
| Sudbury            | Ontario                   | 250           | 1 850 ± 3               | 46° 36′ N, 81° 11′ O         |
| Viewfield          | Saskatchewan              | 2,5           | 190 ± 20                | 49° 35′ N, 103° 04′ O        |
| Wanapitei          | Ontario                   | 7,5           | 37,2 ± 1,2              | 46° 45′ N, 80° 45′ O         |
| West Hawk          | Manitoba                  | 2,44          | 351 ± 20                | 49° 46′ N, 95° 11′ O         |

#### États-Unis
| Nom                | Lieu                | Diamètre (km) | Âge (millions d'années) | Coordonnées              |
| ------------------ | ------------------- | ------------- | ----------------------- | ------------------------ |
| Ames               | Oklahoma            | 16            | 470 ± 30                | 36° 15′ N, 98° 12′ O     |
| Avak               | Alaska              | 12            | > 95                    | 71° 15′ N, 156° 38′ O    |
| Beaverhead         | Montana             | 60            | ~ 600                   | 44° 36′ N, 113° 00′ O    |
| Calvin             | Michigan            | 8,5           | 450 ± 10                | 41° 50′ N, 85° 57′ O     |
| Baies des Caroline | Côte des Carolines  | multiple      | ?                       |                          |
| Baie de Chesapeake | Virginie            | 90            | 35,5 ± 0,3              | 37° 17′ N, 76° 01′ O     |
| Cloud Creek        | Wyoming             | 7             | 190 ± 30                | 43° 07′ N, 106° 45′ O    |
| Crooked Creek      | Missouri            | 7             | 320 ± 80                | 37° 50′ N, 91° 23′ O     |
| Decaturville       | Missouri            | 6             | < 300                   | 37° 54′ N, 92° 43′ O     |
| Des Plaines        | Illinois            | 8             | < 280                   | 42° 03′ N, 87° 52′ O     |
| Flynn Creek        | Tennessee           | 3,8           | 360 ± 20                | 36° 17′ N, 85° 40′ O     |
| Glasford           | Illinois            | 4             | < 430                   | 40° 36′ N, 89° 47′ O     |
| Glover Bluff       | Wisconsin           | 8             | < 500                   | 43° 58′ N, 89° 32′ O     |
| Haviland           | Kansas              | 15 m          | < 0,001                 | 37° 35′ N, 99° 10′ O     |
| Kentland           | Indiana             | 13            | < 97                    | 40° 45′ N, 87° 24′ O     |
| Manson             | Iowa                | 35            | 73,8 ± 0,3              | 42° 35′ N, 94° 33′ O     |
| Marquez            | Texas               | 12,7          | 58 ± 2                  | 31° 17′ N, 96° 18′ O     |
| Meteor Crater      | Arizona             | 1,186         | 0,049 ± 0,003           | 35° 02′ N, 111° 01′ O    |
| Middlesborough     | Kentucky            | 6             | < 300                   | 36° 37′ N, 83° 44′ O     |
| Newporte           | Dakota du Nord      | 3,2           | < 500                   | 48° 58′ N, 101° 58′ O    |
| Odessa             | Texas               | 168 m         | < 0,050                 | 31° 45′ N, 102° 29′ O    |
| Panther Mountain   | Catskills, New York | 10            | 375                     | 42° 04′ N, 74° 24′ O     |
| Red Wing           | Dakota du Nord      | 9             | 200 ± 25                | 47° 36′ N, 103° 33′ O    |
| Rock Elm           | Wisconsin           | 6             | < 505                   | 44° 43′ N, 92° 14′ O     |
| Serpent Mound      | Ohio                | 8             | < 320                   | 39° 02′ N, 83° 24′ O     |
| Sierra Madera      | Texas               | 13            | < 100                   | 30° 36′ N, 102° 55′ O    |
| Snows Island       | Caroline du Sud     | 5             | < 50                    | 33° 49′ N, 79° 22′ O     |
| Upheaval           | Utah                | 10            | < 170                   | 38° 26′ N, 109° 54′ O    |
| Weaubleau-Osceola  | Missouri            | 12            | 200 ± 100               | near Osceola & Weaubleau |
| Wells Creek        | Missouri            | 19            | 310 to 340              | 36° 23′ N, 87° 40′ O     |
| Wetumpka           | Alabama             | 6,5           | 81,0 ± 1,5              | 32° 31′ N, 86° 10′ O     |

#### Amérique centrale
| Nom       | Lieu             | Diamètre (km) | Âge (millions d'années) | Coordonnées                     |
| --------- | ---------------- | ------------- | ----------------------- | ------------------------------- |
| Chicxulub | Yucatán, Mexique | 170           | 64,98 ± 0,05            | 21° 20′ N, 89° 30′ O            |
| Pantasma  | Nicaragua        | 14            | 0,815 ± 0,011           | 13° 22′ 00″ N, 85° 57′ 00″ O    |
| Gatun     | Panama           | 2,7-3         | 20                      | 9° 05′ 58,1″ N, 79° 47′ 21,8″ O |

### Amérique du Sud
| Nom               | Lieu           | Diamètre (km)          | Âge (millions d'années) | Coordonnées          |
| ----------------- | -------------- | ---------------------- | ----------------------- | -------------------- |
| Araguainha        | Brésil central | 40                     | 244,40 ± 3,25           | 16° 47′ S, 52° 59′ O |
| Campo del Cielo   | Argentine      | 0,05                   | < 0,004                 | 27° 38′ S, 61° 42′ O |
| Monturaqui        | Chili          | 0,46                   | < 1                     | 23° 56′ S, 68° 17′ O |
| Riachao           | Brésil         | 4,5                    | < 200                   | 7° 43′ S, 46° 39′ O  |
| Rio Cuarto        | Argentine      | Groupe de 10, max. 4,5 | < 0,1                   | 32° 52′ S, 64° 14′ O |
| Serra da Cangalha | Brésil         | 12                     | < 300                   | 8° 05′ S, 46° 52′ O  |
| Vargeao           | Brésil         | 12                     | < 70                    | 26° 50′ S, 52° 07′ O |
| Vichada           | Colombie       | 50                     | < 30                    | 4° 30′ N, 69° 15′ O  |
| Vista Alegre      | Paraná, Brésil | 9,5                    | < 65                    | 25° 57′ S, 52° 41′ O |

### Asie
| Nom                   | Lieu                      | Diamètre (km) | Âge (millions d'années) | Coordonnées           |
| --------------------- | ------------------------- | ------------- | ----------------------- | --------------------- |
| Beyenchime-Salaatin   | Russie                    | 8             | 40 ± 20                 | 71° 00′ N, 121° 40′ E |
| Bigach                | Kazakhstan                | 8             | 5 ± 3                   | 48° 34′ N, 82° 01′ E  |
| Chiyli                | Kazakhstan                | 5,5           | 46 ± 7                  | 49° 10′ N, 57° 51′ E  |
| Chukcha               | Russie                    | 6             | < 70                    | 75° 42′ N, 97° 48′ E  |
| El'gygytgyn           | Russie                    | 18            | 3,5 ± 0,5               | 67° 30′ N, 172° 05′ E |
| Kara-Kul              | Tadjikistan               | 52            | < 5                     | 39° 01′ N, 73° 27′ E  |
| Kara                  | Russie                    | 65            | 70,3 ± 2,2              | 69° 06′ N, 64° 09′ E  |
| Logancha              | Russie                    | 20            | 40 ± 20                 | 65° 31′ N, 95° 56′ E  |
| Lonar                 | District de Buldana, Inde | 1,83          | 0,052 ± 0,006           | 19° 58′ N, 76° 31′ E  |
| Macha                 | Russie                    | 0,3           | > 0,007                 | 60° 06′ N, 117° 35′ E |
| Popigaï               | Sibérie, Russie           | 100           | 35,7 ± 0,2              | 71° 39′ N, 111° 11′ E |
| Ragozinka             | Russie                    | 9             | 46 ± 3                  | 58° 44′ N, 61° 48′ E  |
| Sikhote-Alin          | Russie                    | Max. 26 m     | 12 fév. 1947            | 46° 07′ N, 134° 40′ E |
| Sobolev               | Russie                    | 0,053         | < 0,001                 | 46° 18′ N, 137° 52′ E |
| Tabun-Khara-Obo       | Mongolie                  | 1,3           | 150 ± 20                | 44° 06′ N, 109° 36′ E |
| Wabar                 | Arabie saoudite           | 0,116         | 140 ans                 | 21° 30′ N, 50° 28′ E  |
| Zhamanshin            | Kazakhstan                | 14            | 0,9 ± 0,1               | 48° 24′ N, 60° 58′ E  |
| Umm Kaymān (Al Rutba) | Irak                      | 2,5           | inconnu                 | 32° 35′ N, 39° 25′ E  |

### Australasie

#### Australie
| Nom            | Lieu                  | Diamètre (km) | Âge (millions d'années) | Coordonnées           |
| -------------- | --------------------- | ------------- | ----------------------- | --------------------- |
| Acraman        | Australie-Méridionale | 90            | ~ 590                   | 32° 01′ S, 135° 27′ E |
| Amelia Creek   | Territoire du Nord    | 20            | entre 1600 et 600       | 26° 52′ S, 134° 53′ E |
| Boxhole        | Territoire du Nord    | 0,17          | 0,054                   | 22° 37′ S, 135° 12′ E |
| Connolly Basin | Australie-Occidentale | 9             | < 60                    | 23° 32′ S, 124° 45′ E |
| Crawford       | Australie-Méridionale | 8,5           | > 35                    | 34° 43′ S, 139° 02′ E |
| Dalgaranga     | Australie-Occidentale | 0,024         | ~ 0,27                  | 27° 38′ S, 117° 17′ E |
| Flaxman        | Australie-Méridionale | 10            | > 35                    | 34° 37′ S, 139° 04′ E |
| Foelsche       | Territoire du Nord    | 6             | > 545                   | 16° 40′ S, 136° 47′ E |
| Goat Paddock   | Australie-Occidentale | 5,1           | < 50                    | 18° 20′ S, 126° 40′ E |
| Gosses Bluff   | Territoire du Nord    | 22            | 142,5 ± 0,8             | 23° 49′ S, 132° 19′ E |
| Goyder         | Territoire du Nord    | 3             | < 1 400                 | 13° 09′ S, 135° 02′ E |
| Henbury        | Territoire du Nord    | 0,157         | 4 200 ans ± 1 900       | 24° 34′ S, 133° 08′ E |
| Kelly West     | Territoire du Nord    | 10            | > 550                   | 19° 56′ S, 133° 57′ E |
| Lawn Hill      | Queensland            | 18            | > 515                   | 18° 40′ S, 138° 39′ E |
| Liverpool      | Territoire du Nord    | 1,6           | 150 ± 70                | 12° 24′ S, 134° 03′ E |
| Mount Toondina | Australie-Méridionale | 4             | < 110                   | 27° 57′ S, 135° 22′ E |
| Piccaninny     | Australie-Occidentale | 7             | < 360                   | 17° 32′ S, 128° 25′ E |
| Shoemaker      | Australie-Occidentale | 30            | 1630 ± 5                | 25° 52′ S, 120° 53′ E |
| Spider         | Australie-Occidentale | 13            | > 570                   | 16° 44′ S, 126° 05′ E |
| Strangways     | Territoire du Nord    | 25            | 646 ± 42                | 15° 12′ S, 133° 35′ E |
| Tookoonooka    | Queensland            | 55            | 128 ± 5                 | 27° 07′ S, 142° 50′ E |
| Veevers        | Australie occidentale | 0,08          | < 1                     | 22° 58′ S, 125° 22′ E |
| Wolfe Creek    | Australie-Occidentale | 0,875         | 0,3                     | 19° 10′ S, 127° 48′ E |
| Woodleigh      | Australie-Occidentale | 40            | 364 ± 8                 | 26° 03′ S, 114° 39′ E |
| Yarrabubba     | Australie-Occidentale | 70            | 2 229                   | 27° 10′ S, 118° 50′ E |

#### Nouvelle-Zélande et Océanie
| Nom     | Lieu                                                        | Diamètre (km) | Âge (millions d'années) | Coordonnées           |
| ------- | ----------------------------------------------------------- | ------------- | ----------------------- | --------------------- |
| Mahuika | Sous-marin, près de la Nouvelle-Zélande (pas encore prouvé) | 20 ± 2        | Oct. 1422 ?             | 48° 18′ S, 166° 24′ E |

### Europe
| Nom                    | Lieu                    | Diamètre (km)          | Âge (millions d'années) | Coordonnées                 |
| ---------------------- | ----------------------- | ---------------------- | ----------------------- | --------------------------- |
| Boltysh                | Ukraine                 | 24                     | 65,17 ± 0,64            | 48° 45′ N, 32° 10′ E        |
| Dellen                 | Suède                   | 19                     | 89,0 ± 2,7              | 61° 48′ N, 16° 48′ E        |
| Dobele                 | Lettonie                | 4,5                    | 290 ± 35                | 56° 35′ N, 23° 15′ E        |
| Gardnos                | Norvège                 | 5                      | 500 ± 10                | 60° 39′ N, 9° 00′ E         |
| Granby                 | Suède                   | 3                      | ~ 470                   | 58° 25′ N, 14° 56′ E        |
| Gusev                  | Russie                  | 3                      | 49,0 ± 0,2              | 48° 26′ N, 40° 32′ E        |
| Ilumetsä               | Estonie                 | 0,08                   | > 2 000                 | 57° 58′ N, 27° 25′ E        |
| Ilyinets               | Ukraine                 | 8,5                    | 378 ± 5                 | 49° 07′ N, 29° 06′ E        |
| Iso-Naakkima           | Finlande                | 3                      | > 1 000                 | 62° 11′ N, 27° 09′ E        |
| Jänisjärvi             | Russie                  | 14                     | 700 ± 5                 | 61° 58′ N, 30° 55′ E        |
| Kaali                  | Saaremaa, Estonie       | 9 cratères, max. 110 m | 4 000 ans ± 1 000 ans   | 58° 24′ N, 22° 40′ E        |
| Kaluga                 | Russie                  | 15                     | 380 ± 5                 | 54° 30′ N, 36° 12′ E        |
| Kamensk                | Russie                  | 25                     | 49,0 ± 0,2              | 48° 21′ N, 40° 30′ E        |
| Kärdla                 | Estonie                 | 4                      | ~ 455                   | 59° 01′ N, 22° 46′ E        |
| Karikkoselkä           | Finlande                | 1,4                    | ~ 240                   | 62° 13′ N, 25° 15′ E        |
| Karla                  | Russie                  | 10                     | 5 ± 1                   | 54° 55′ N, 48° 02′ E        |
| Keurusselkä            | Finlande                | 30                     | < 1 800                 | 62° 08′ N, 24° 36′ E        |
| Kursk                  | Russie                  | 6                      | 250 ± 80                | 51° 42′ N, 36° 00′ E        |
| Lappajärvi             | Finlande                | 23                     | 77,85 ± 0,78            | 63° 12′ N, 23° 42′ E        |
| Lockne                 | Suède                   | 7,5                    | 455                     | 63° 00′ N, 14° 49′ E        |
| Logoisk                | Biélorussie             | 15                     | 42,3 ± 1,1              | 54° 12′ N, 27° 48′ E        |
| Lumparn                | Finlande                | 9                      | ~ 1 000                 | 60° 09′ N, 20° 06′ E        |
| Mien                   | Suède                   | 9                      | 121,0 ± 2,3             | 56° 25′ N, 14° 52′ E        |
| Mishina Gora           | Russie                  | 4                      | 300 ± 50                | 58° 43′ N, 28° 03′ E        |
| Mizarai                | Lituanie                | 5                      | 500 ± 20                | 54° 01′ N, 23° 54′ E        |
| Mjølnir                | Mer de Barents, Norvège | 40                     | 142,0 ± 2,6             | 73° 48′ N, 29° 40′ E        |
| Morasko                | Pologne                 | 7 cratères, max 60m    | ~ 0,005                 | 52° 29′ N, 16° 54′ E        |
| Neugrund               | Estonie                 | 8                      | ~ 470                   | 59° 20′ N, 23° 40′ E        |
| Nördlinger Ries        | Allemagne               | 24                     | 15,1 ± 0,1              | 48° 53′ N, 10° 37′ E        |
| Obolon                 | Ukraine                 | 20                     | 169 ± 7                 | 49° 35′ N, 32° 55′ E        |
| Paasselkä              | Finlande                | 10                     | < 1 800                 | 62° 02′ N, 29° 05′ E        |
| Poutchej-Katounki      | Nijni Novgorod, Russie  | 80                     | 167 ± 3                 | 56° 58′ N, 43° 43′ E        |
| Rochechouart-Chassenon | France                  | 21                     | 214 ± 8                 | 45° 49,45′ N, 0° 46,9′ E    |
| Rotmistrovka           | Ukraine                 | 2,7                    | 120 ± 10                | 49° 00′ N, 32° 00′ E        |
| Saarijärvi             | Finlande                | 1,5                    | > 600                   | 65° 17′ N, 28° 23′ E        |
| Shunak                 | Kazakhstan              | 2,8                    | 45 ± 10                 | 47° 12′ N, 72° 42′ E        |
| Siljan                 | Suède                   | 52                     | 361,0 ± 1,1             | 61° 02′ N, 14° 52′ E        |
| Steinheim              | Allemagne               | 3,8                    | 15 ± 1                  | 48° 41′ N, 10° 04′ E        |
| Suavjärvi              | Russie                  | 16                     | ~ 2 400                 | 63° 07′ N, 33° 23′ E        |
| Suvasvesi Nord         | Finlande                | 4                      | < 1 000                 | 62° 42′ N, 28° 10′ E        |
| Sääksjärvi             | Finlande                | 6                      | ~ 560                   | 61° 24′ N, 22° 24′ E        |
| Söderfjärden           | Finlande                | 5,5                    | ~ 600                   | 63° 02′ N, 21° 35′ E        |
| Stac Fada Member (en)  | Écosse                  | 10                     | ~ 1 200                 | 58° 05′ N, 5° 35′ O         |
| Ternovka               | Ukraine                 | 11                     | 280 ± 10                | 48° 08′ N, 33° 31′ E        |
| Tvären                 | Suède                   | 2                      | ~ 455                   | 58° 46′ N, 17° 25′ E        |
| Vepriai                | Lituanie                | 8                      | > 160 ± 10              | 55° 05′ N, 24° 35′ E        |
| Zapadnaya              | Ukraine                 | 3,2                    | 165 ± 5                 | 49° 44′ N, 29° 00′ E        |
| Zeleny Gai             | Ukraine                 | 2,5                    | 80 ± 20                 | 48° 04′ N, 32° 45′ E        |
| Cabrerolles            | Hérault, France         | 0,2                    | < 0,01                  | 43° 32′ 10″ N, 3° 07′ 49″ E |

#### Groenland
| Nom       | Lieu                    | Diamètre (km) | Âge (millions d'années) | Coordonnées          |
| --------- | ----------------------- | ------------- | ----------------------- | -------------------- |
| Hiawatha  | Groenland-Septentrional | 31            | Pléistocène ?           | Glacier Hiawatha     |
| Maniitsoq | Groenland               | 100           | 3 000                   | 65° 20′ N, 51° 33′ O |